# Riduão Paxá
Riduão ibne Mustafá ibne Abde Almuim Paxá (em árabe: Riḍwān ibn Muṣṭafā ibn ʿAbd al-Muʿīn Pasha; m. 2 de abril de 1585), mais conhecido só como Riduão Paxá, Raduão Paxá ou Ruduão Paxá foi um estadista otomano do século XVI. Serviu como governador de Gaza no início da década de 1560 e em 1570-1573, Iêmem em 1564/65-1567, Habexe e Jedá em 1573-1574 e Anatólia em 1582/83 até sua morte. Durante seu mandato no Iêmem, a autoridade otomana entrou em colapso. Riduão Paxá foi o progenitor da dinastia de Riduão, que escolheu Gaza como sede da família e onde os membros da dinastia governaram quase consecutivamente até 1690.

## Vida

### Primeiros anos
Riduão era filho de Cara Xaim Mustafá Paxá, um bósnio capiculu (escravo da Sublime Porte) e mais tarde estadista, que serviu como governador nos eialetes (províncias) de Erzurum (1544–1545), Diarbaquir (1548), Iêmem (1556–1560) e Egito (1562/63–1565/66). No início de sua carreira, Riduão foi nomeado defterdar (tesoureiro) do Iêmem, depois de obter a recomendação de Mamude Paxá. Nos anos seguintes, foi designado sanjaco-bei (governador distrital) de Gaza.

### Governador do Iêmem
Em novembro de 1564, depois de pagar um suborno de 50 mil peças de ouro, foi nomeado beilerbei (governador-geral) do Iêmem, substituindo Mamude Paxá, que subornou o Sublime Porte para ganhar o governo do Egito. Segundo o historiador Clive Smith, a grande soma que Riduão pagou pelo governo foi atribuída à sua expectativa de acumular grandes riquezas como governador da província. Seu predecessor Mamude governou o Iêmem por sete anos, durante os quais ele e seus subordinados governaram de forma corrupta, saqueando o ouro da província e extorquindo os habitantes locais. Antes de sua demissão, Mamude conseguiu persuadir a Sublime Porte a dividir o Iêmem em duas províncias separadas: Saná, que consistia nas terras altas do interior, e Tiama, que consistia nas planícies costeiras do centro e do sul da província. De acordo com o cronista árabe do século XVI Anarauali Almaqui, a motivação de Mamude era deixar Riduão para governar os planaltos inquietos, enquanto virtualmente nomeava um subordinado seu para Tiama com seus lucrativos portos do mar Vermelho. A Sublime Porta pode ter concordado com a divisão por acreditar que um único governador para cada uma das duas regiões do Iêmem serviria para ajudar os otomanos a impedir as tentativas portuguesas de controlar os portos iemenitas e garantir o controle otomano sobre o comércio de café, que era cultivado principalmente nas terras altas.
Em 1565, Riduão chegou a um acordo com a Sublime Porte em que seu comércio de especiarias iemenitas através de Jedá para os mercados egípcios seria isento de impostos em vez de seu salário anual de governador. Neste caso, "especiarias" era sinônimo de café, cujo comércio, desde meados do século XVI, financiava os salários das guarnições otomanas no Iêmem. O café era cultivado em áreas dominadas pelas tribos ismaelitas (uma seita de muçulmanos xiitas). Riduão cooptou o chefe ismaelita da'i (missionário), dando a ele e sua família vários impostos fundiários.
Conforme pretendido por Mamude, a divisão do Iêmem restringiu altamente as ambições financeiras pessoais de Riduão porque seu governo estava efetivamente limitado às fortalezas de Saná e Sadá, sem controle sobre os portos do mar Vermelho. Assim, procurou renegociar um acordo feito por seu pai, Cara Xaim Mustafá, com o imame zaidita (uma seita do islamismo xiita), Almutaar, pedindo a extensão da tributação às terras altas do norte, dominadas pelos zaiditas, onde Almutaar governou virtualmente de forma autônoma. Ele recusou as exigências de Riduão e começou uma rebelião contra a autoridade otomana em 1566. Em janeiro de 1567, toda a província de Saná, com exceção das fortalezas de Saná e Anrã, havia sido conquistada pelos membros da tribo zaidita de Almutaar. Riduão então pediu uma trégua com Almutaar, cujas forças bloquearam todas as estradas para Saná para impedir a intervenção de uma potencial força de socorro otomana.
Riduão foi demitido do Iêmem em abril de 1567, e foi substituído por Haçane Paxá. Sua demissão o levou a se dirigir a Constantinopla, capital do império, para discutir seu caso com a Sublime Porta. Foi, portanto, repreendido e preso. No entanto, seu encarceramento foi relativamente curto e foi perdoado em novembro de 1567, quando se descobriu que Mamude havia interceptado e ocultado cartas de Riduão para a Sublime Porta, alertando as autoridades imperiais da situação volátil no Iêmem; a autoridade otomana entrou em colapso no Iêmem durante o governo de Riduão. As cartas ocultas foram descobertas depois que Mamude foi assassinado no Egito.

### Carreira posterior e morte
Em 1570/71, Riduão foi renomeado sanjaco-bei de Gaza. Foi então nomeado beilerbei de Habexe e Jedá, que incluía partes da Abissínia e Hejaz, em março de 1573. Permaneceu em Gaza por alguns meses após sua transferência para garantir que os acordos que fez com o Sublime Porte sobre a transferência de receitas fiscais ou colheitas de grãos de Forte Ibrim e seus territórios para o eialete de Habexe do eialete do Egito fossem confirmadas. Exigiu mais concessões do Sublime Porte para redirecionar as colheitas de grãos do Egito para os cofres do tesouro de Habexe em junho de 1574. Foi demitido em julho de 1574.
Algum tempo depois de sua demissão de Habexe, serviu como beilerbei de Diarbaquir e depois Baçorá. Em 1579, foi comandante da campanha militar otomana contra o Império Safávida nas montanhas do Cáucaso. Como recompensa por seu serviço, a Sublime Porta nomeou Riduão para o maior eialete da Anatólia no final de 1582 ou início de 1583. Morreu no cargo em 2 de abril de 1585. Riduão e seu irmão Barã Paxá (falecido em 1586), também um estadista otomano, foram enterrados em um mausoléu situado no jardim de uma mesquita em Alepo. O mausoléu foi restaurado em 1924 por Abedalá Beque Alilmi, um descendente de Barã Paxá. Não está claro por que Riduão escolheu ser enterrado em Alepo.

## Legado
Riduão (ou seus parentes) evidentemente fez de Gaza a sede de sua família, embora o motivo não seja fornecido nas biografias de Riduão e Cara Xaim Mustafá que foram escritas por seus contemporâneos. O filho de Riduão, Amade Paxá, o sucedeu como sanjaco-bei de Gaza, cargo que ocupou por cerca de 30 anos, após os quais seus filhos e netos virtualmente herdaram a governança do distrito. Riduão tornou-se o progenitor de uma dinastia que leva seu nome, a dinastia Ridwan, cujos membros governaram Gaza quase consecutivamente entre 1570 e 1690.